# Stade Maniang Soumaré
Stade Maniang Soumaré – wielofunkcyjny stadion w Thiès w Senegalu, na którym rozgrywane są głównie mecze piłkarskie. Służy jako domowa arena klubu USA Rail. Stadion może pomieścić 8000 osób.